# Kyparissia, Arcadia
Kyparissia  este un oraș în Grecia în Prefectura Arcadia.